# Ambassade de Russie en Guinée
L'ambassade de Russie en Guinée est la principale représentation diplomatique de la république fédéral de Russie en Guinée.

## Liste des ambassadeurs
| N° | Nom et prénom    | Debut           | Fin           |
| -- | ---------------- | --------------- | ------------- |
| 01 | Leonid Musatow   | 23 octobre 1973 | 26 avril 1978 |
| 1  | Vadim Razumoskiy |                 |               |
|    |                  |                 |               |
|    |                  |                 |               |